# الديب الكبير
الديب الكبير قرية سوريّة تتبع إداريّاً لمحافظة حلب منطقة عفرين ناحية شران، بلغ تعداد سكانها 516 نسمة حسب التعداد السكاني لعام 2004.